# Robert Kipkoech Cheruiyot
Robert "Mwafrika" Kipkoech Cheruiyot (nacido el 26 de septiembre de 1978 en Kapsabet, Kenia), a veces conocido como Omar Ahmed, es un corredor de maratón de Kenia y es el antiguo poseedor del récord y cuatro veces ganador del Maratón de Boston.

## Carrera temprana
Cheruiyot comenzó a correr en la escuela, pero al no poder pagar las cuotas tuvo que abandonar la escuela secundaria. Terminó trabajando en una peluquería en Mosoriot, pero apenas podía comprar comida debido a su bajo salario. Más tarde logró acceder al campo de entrenamiento de Moses Tanui en Kaptagat. Al poco dio un gran paso adelante ganando una carrera local de 10 km en 2001 y empezó a correr en competiciones internacionales.
Cheruiyot ganó la Media Maratón Roma-Ostia en marzo de 2002. En su debut en el maratón, en el maratón de Milán en diciembre de 2002, tres corredores - el propio Cheruiyot, Mike Rotich y Daniele Caimmi - marcaron el mismo tiempo, 2:08:59 horas, pero Cheruiyot se hizo con el triunfo. Cheruiyot también ganó la Saint Silvester Road Race a finales de 2002, la primera de tres.

## Maratones importantes
Ganó el Maratón de Boston en 2003, 2006, 2007 y 2008. Su tiempo en 2006 de 2:07:14 batió el récord del maratón de Boston establecido por Cosmas Ndeti 12 años antes. Su récord fue batido en 2010 por Robert Kiprono Cheruiyot (sin relación) con un tiempo de finalización de 2:05:52.
Terminó 4° en el Maratón de Nueva York en 2005 y 2° en el Maratón de Nueva York en 2009. En 2005 solo puedo quedar quinto en Boston.
Durante su victoria en Chicago en 2006, Cheruiyot no llegó a romper cinta de la línea de meta. Se resbaló al final y cruzó la línea de meta mientras se resbalaba hacia adelante, lo que lo convirtió en el ganador. Se decidió que cruzó la línea de meta al hacerlo. Se lastimó la cabeza contra el suelo en la caída y tuvo que ser sacado de la pista en una silla de ruedas. Sufrió una contusión cerebral y fue dado de alta del hospital después de dos días de observación. Su tiempo de 2:07:35 fue cinco segundos más rápido que el del segundo clasificado Daniel Njenga. El triunfo en Chicago lo dejó en lo más alto de las clasificaciones de World Marathon Majors 2006 y ganó su gran premio.
En 2007 Cheruiyot defendió su título y ganó su tercera maratón de Boston con un tiempo oficial de 2:14:13. Compatriotas kenianos fueron segundo y tercero. Era la decimoquinta vez en los últimos 17 años que un keniano ganaba el maratón de Boston, pero también era el Maratón de Boston más lento desde 1977, ya que los corredores se enfrentaron a vientos fríos en contra que llegaban a 50 millas por hora. Cheruiyot también ganó $100,000 por la victoria y obtuvo una importante ventaja en la World Marathon Majors.
El 21 de abril de 2008 ganó su cuarto maratón de Boston con un tiempo de 2:07:45, convirtiéndose en el primero en ganar cuatro veces en la división abierta masculina desde Bill Rodgers (su compañera keniata Catherine Ndereba registró su cuarta victoria en 2005).
En abril de 2009, Cheruiyot comenzó el Maratón de Boston pero no terminó y fue enviado al hospital.
No debe confundirse con Robert Kiprotich Cheruiyot o Robert Kiprono Cheruiyot, que también son corredores de maratón de Kenia.

## Logros
| Año  | Prueba              | Lugar                   | Resultado | Distancia | Marca   |
| ---- | ------------------- | ----------------------- | --------- | --------- | ------- |
| 2001 | Maratón de Róterdam | Róterdam, Países Bajos  | 10°       | Maratón   | 2:10:41 |
| 2001 | Maratón de Reims    | Reims, Francia          | 1°        | Maratón   | 2:13:17 |
| 2002 | Maratón de Milán    | Milán, Italia           | 1°        | Marathon  | 2:08:59 |
| 2002 | Maratón de París    | París, Francia          | 4°        | Maratón   | 2:09:39 |
| 2003 | Maratón de Boston   | Boston, Estados Unidos  | 1°        | Maratón   | 2:10:11 |
| 2006 | Maratón de Boston   | Boston, Estados Unidos  | 1°        | Maratón   | 2:07:14 |
| 2006 | Maratón de Chicago  | Chicago, Estados Unidos | 1°        | Maratón   | 2:07:35 |
| 2007 | Maratón de Boston   | Boston, Estados Unidos  | 1°        | Maratón   | 2:14:13 |
| 2008 | Maratón de Boston   | Boston, Estados Unidos  | 1°        | Maratón   | 2:07:45 |